# 가나가와역 (가나가와현)
가나가와역(일본어: 神奈川駅、かながわえき 영어: Kanagawa Station)은 요코하마시 가나가와구에 있는 게이힌 급행전철 본선의 철도역이다.

## 타는 곳
| 1 | ■ 게이큐 본선 | 요코하마·미우라카이간 방면       |
| 2 | ■ 게이큐 본선 | 하네다 공항 방면 / 시나가와 방면 |

## 역세권 정보
- 국도 제1호선
- 국도 제15호선
- 가나가와 공원
- 요코하마 의료전문학교

## 역사
- 1905년 12월 24일: 가나가와역으로 영업 개시.
- 1930년
  - 다마치역 폐지.
  - 3월 29일: 현재 위치 아오바바시역 영업 개시.
  - 4월 6일: 게이힌 가나가와역으로 역명 변경.
- 1956년 4월 20일: 게이힌 가나가와 역을 가나가와역으로 역명 변경.
- 1971년 11월 15일: 하행 승강장의 경사면을 깎은 곡선완화·승강장 유효장 연장 공사 완성.
- 1992년 2월 26일: 역사 신축 공사 완성, 신축전의 역사는 서양식이었다.
- 1999년: 간토 지방의 역 백선에 선출된다.

## 화랑

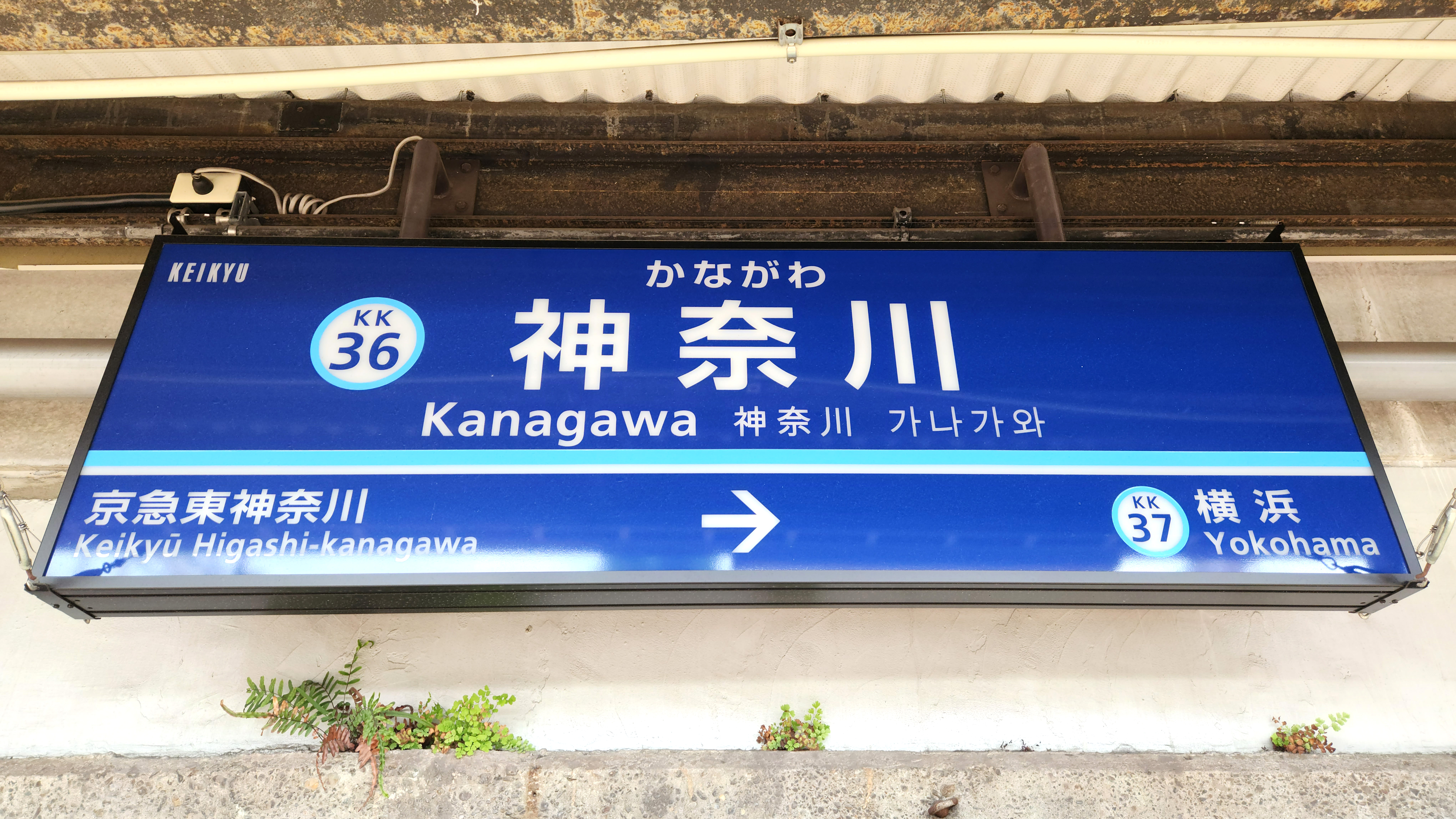
역명판(2023년 7월)

## 인접역
| 게이힌 급행 전철 본선                    | 게이힌 급행 전철 본선 | 게이힌 급행 전철 본선     |
| ---------------------------------------- | --------------------- | ------------------------- |
| KK35 게이큐 히가시카나가와 시나가와 방면 | ■ 보통                | 요코하마 KK37 우라가 방면 |